# John E. Staff
John E. Staff (* in Ramsey, Illinois; † 25. November 1949 in Berlin) ist ein Todesopfer des DDR-Grenzregimes vor dem Bau der Berliner Mauer. Der amerikanische Sergeant wurde an einem Kontrollpunkt in Berlin-Gatow erschossen.

## Todesumstände
Ein halbes Jahr nach dem Ende der Berlin-Blockade und dem Streik der Unabhängigen Gewerkschaftsorganisation (UGO), die die S-Bahn weitgehend lahmgelegt hatte, war die Lage in Berlin noch nicht wieder befriedet. In dieser Situation wurde der amerikanische Sergeant der Air Force John E. Staff an einem Grenzübergang zur gerade erst gegründeten DDR erschossen.
Staff unternahm an diesem Freitagabend mit zwei anderen Soldaten und zwei jungen Frauen eine Privatfahrt. Die drei Soldaten trugen Uniform und nutzten einen deutlich gekennzeichneten Dienstwagen der US-Truppen. An der Hauptstraße in Gatow nahe der Grenze zwischen West-Berlin und der DDR verfuhren sie sich, wobei umstritten blieb, ob sie sich bereits auf dem Gebiet der DDR befanden oder nicht. In der Nähe war ein Kontrollpunkt am Übergang zur DDR. Als die Insassen des Wagens ihren Irrtum bemerkten, wendeten sie und versuchten, zurück nach Gatow zu fahren. Die Grenzposten, zwei DDR-Grenzpolizisten und ein sowjetischer Soldat, nahmen den amerikanischen Wagen unter Beschuss. Mehrere Kugeln trafen das Auto, und Staff wurde von einer Kugel am Kopf schwer verwundet. Seine Kameraden brachten ihn zum britischen Flugplatz in Gatow, in dessen Militärhospital Staff kurze Zeit später verstarb.
Am folgenden Tag legte der amerikanische Stadtkommandant, General Maxwell D. Taylor, bei der sowjetischen Kommandantur förmlichen Protest ein. Er forderte, dass der Schütze bestraft werden und sowjetische Soldaten auf ihren Posten überwacht werden sollten. Einige Tage später antwortete der stellvertretende sowjetische Stadtkommandant, Oberst Iwan Jelisarow, die Soldaten in dem amerikanischen Fahrzeug hätten sich geweigert, sich auszuweisen. Als sie versuchten zu entkommen, hätten die Grenzposten auf die Reifen gezielt und Staff versehentlich getroffen.
Die öffentliche Resonanz in Berlin auf diesen Todesfall war sehr verhalten. Etwas breiter wurde der amerikanische Protest wiedergegeben, wahrscheinlich aufgrund der deutlichen Worten General Taylors. Dagegen fand das Ereignis Widerhall in der US-Presse. Die in Kalifornien erscheinende Madera Tribune berichtete direkt nach dem Ereignis. Die in Illinois, dem Heimatstaat von Staff, erscheinenden Zeitungen Daily Illini und Mt. Vernon Register gaben die sowjetische Antwort auf Taylors Protest wieder. Überregionale Blätter wie der in Pennsylvania erscheinende Sunday Independent und die New York Herald Tribune berichteten ebenfalls über den Notenaustausch zwischen den beiden alliierten Stadtkommandanten.